# Engyum
Engyum is een kevergeslacht uit de familie van de boktorren (Cerambycidae). De wetenschappelijke naam van het geslacht werd voor het eerst geldig gepubliceerd in 1864 door Thomson.

## Soorten
Engyum omvat de volgende soorten:
- Engyum aurantium Martins, 1970
- Engyum carinatum Martins, 1970
- Engyum crassum Martins, 1970
- Engyum euchare (Martins, 1960)
- Engyum fasciatum Martins, 2009
- Engyum fusiferum (Audinet-Serville, 1834)
- Engyum howdeni Martins & Napp, 1986
- Engyum linsleyi Martins, 1970
- Engyum ludibriosum Martins, 1970
- Engyum melanodacrys (White, 1855)
- Engyum oculare Martins, 2009
- Engyum quadrinotatum Thomson, 1864
- Engyum transversum Martins, 1970
- Engyum virgulatum (Bates, 1880)
- Engyum zonarium Martins & Napp, 1986